# Bruckbach (Gemeinde Sonntagberg)
Bruckbach ist eine Ortschaft der Gemeinde Sonntagberg in Niederösterreich.

## Geografie
Die Ortschaft, die neben Bruckbach auch die Ortsteile Am Stocket und Kronstein umfasst, liegt am rechten Ufer der Ybbs. Das Dorf Bruckbach war lange Zeit eng verknüpft mit den Böhlerwerken, nachdem 1872 die die Gebrüder Böhler von der Österreichischen Waffenfabriksgesellschaft die Bruckbachermühle erworben hatten und nebenan die Bruckbacherhütte errichteten.

## Geschichte
Laut Adressbuch von Österreich waren im Jahr 1938 in Bruckbach ein Fleischer, vier Gastwirte, ein Gemischtwarenhändler, zwei Schneiderinnen, ein Schuster, zwei Trafikanten und zwei Landwirte mit Ab-Hof-Verkauf ansässig.